# 塔头狭叶黄芩
塔头狭叶黄芩（学名：Scutellaria regeliana var. ikonnikovii）为唇形科黄芩属下的一个变种。

## 扩展阅读
- 維基物種上的相關：塔头狭叶黄芩